# Altromondo
Nella mitologia celtica, l'altromondo (in inglese: Otherworld) è il reame delle divinità e possibilmente anche dei morti.
Nella mitologia gaelica e britannica, solitamente il luogo viene descritto come un regno soprannaturale di eterna giovinezza, bellezza, salute, abbondanza e gioia. L'altromondo è sfuggente, ma vari eroi mitici lo visitano attraverso un'occasione particolare oppure in caso siano invitati da uno dei residenti locali. Spesso il reame viene raggiunto entrando in antichi tumuli e grotte, andando sott'acqua oppure attraversando il mare occidentale. A volte viene citato che l'altromondo sia situato al confine della terra, colpito da fenomeni come la Féth fíada (lett. "nebbia magica"), improvvisi cambiamenti climatici oppure appaiono esseri divini o animali insoliti. Una donna ultraterrena può invitare un eroe nell'altromondo, offrendo una mela o un ramo d'argento di una mela oppure una palla di filo mentre si snoda.
Nella mitologia gallese, l'altromondo viene chiamato Annwn mentre nel ciclo arturiano viene nominato come Avalon. Nella mitologia irlandese ha svariati nomi tra cui Tír na nÓg, Mag Mell e Emain Ablach. Nel mito irlandese c'è anche Tech Duinn, la dimora del dio Donn dove si radunano le anime dei morti.

## Mitologia irlandese

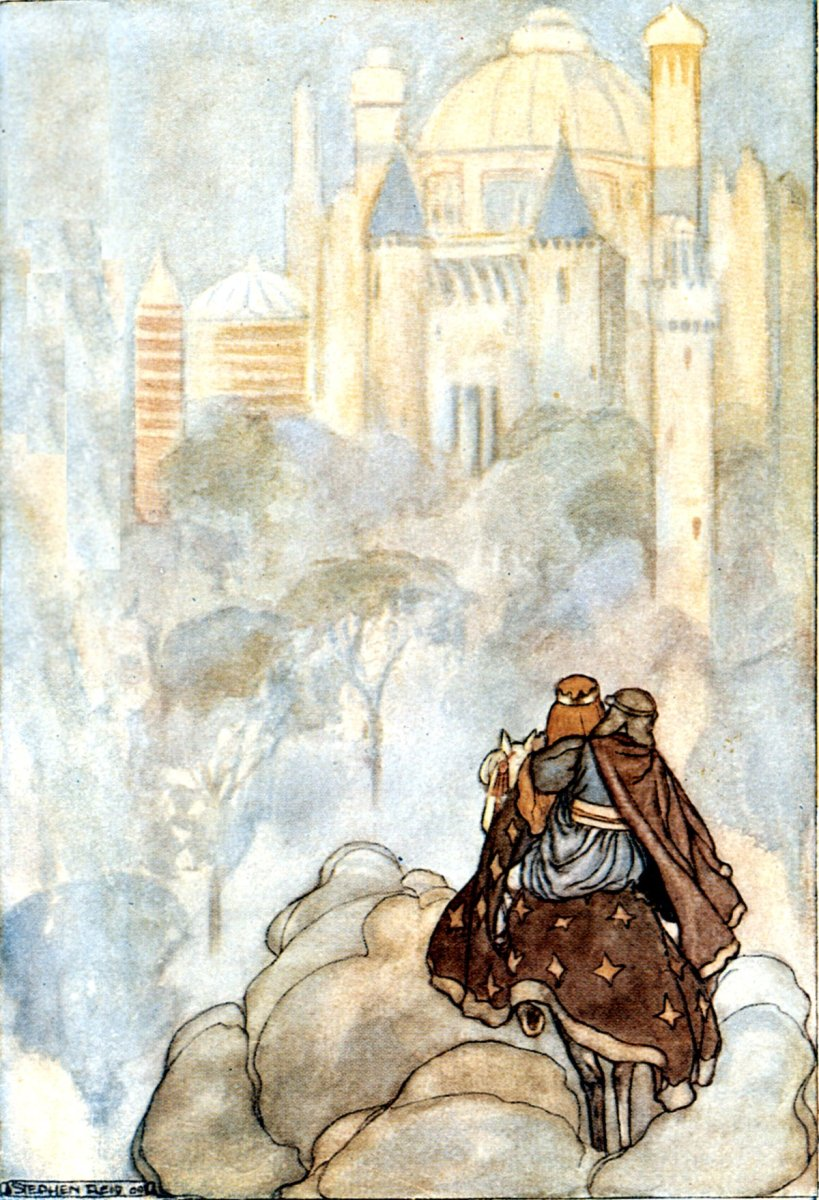
Oisin e Niamh raggiungono un palazzo nel Tír na nÓg

Nella mitologia irlandese, l'altromondo o alcune delle sue parti hanno diversi nomi: Tír nAill, Tír Tairngire, Tír na nÓg, Tír fo Thuinn, Tír na mBeo, Mag Findargat, Mag Mell, Mag Argatnél, Mag Ildathach, Mag Cíuin ed Emain Ablach. Viene descritto come un regno soprannaturale in cui vi è l'eterna giovinezza e dove il tempo scorre in maniera differente. È la dimora degli dei, i Tuatha Dé Danann, di eroi e di antenati. Probabilmente era simile ai Campi Elisi della mitologia greca, pertanto potrebbero avere un'origine condivisa nella religione protoindoeuropea. Alcuni eroi, come Fionn mac Cumhaill, Cú Chulainn e Bran, lo visitano o per caso o dopo essere stati invitati da alcuni suoi abitanti. Secondo il mito e successivamente nel folclore irlandese, le feste di Samhain e Beltane sono periodi liminali, in cui è più probabile entrare in contatto con l'altromondo.
Nei racconti, l'altromondo viene spesso raggiunto entrando in antichi tumuli, come quelli a Brú na Bóinne e Cnoc Meadha. Spesso viene utilizzato il termine sidhe, per riferirsi alle abitazioni divine dell'altromondo, successivamente venivano chiamate anche aos sí o daoine sí. La mitologia irlandese dice che gli dei che si ritirano nelle sídhe quando i Gaeli (Milesi) presero il controllo dell'Irlanda. In alcuni racconti, l'altromondo si raggiunge andando sott'acqua delle piscine o laghi oppure attraversando il mare occidentale. Nei racconti della Immram, una bellissima donna giovane dell'altromondo spesso si avvicina all'eroe e canta per lui di questa terra felice. A volte gli offre una mela oppure la promessa del suo amore in cambio del suo aiuto in battaglia. Lui la segue e viaggiano insieme sul mare ma poi non si vedranno più. Il loro viaggio può essere in una barca di vetro, su un carro oppure a cavallo (di solito su un cavallo bianco, come nel caso della dea Niamh). A volte l'eroe ritorna convinto che sia passato poco tempo, scoprendo però che tutti i suoi compagni sono morti e capendo effettivamente che è stato lontano per centinaia di anni. Qualche volta quando l'eroe parte per una missione, una nebbia magica scende su di lui. Si trova davanti ad un palazzo, entra per cercare un guerriero o una bella donna, che lo accoglie. La donna potrebbe essere la dea Fand mentre il guerriero potrebbe essere Manannan mac Lir o Lúg e dopo strane avventure l'eroe può ritornare vittorioso. Tuttavia, anche quando il mortale riesce a tornare al suo tempo e luogo, egli non sarà mai più come prima poiché è stato cambiato da ciò che ha visto e provato nell'altromondo.
L'altromondo viene visto anche come una fonte di autorità. Nel racconto Baile in Scáil ("la visione estatica del fantasma") Conn delle Cento battaglie visita una sala dell'altromondo, dove il dio Lúg legittima la sua regalità e quella dei suoi successori.
Nel mito irlandese c'è un altro regno ultraterreno chiamato Tech Duinn (la "casa di Donn" o "casa dell'oscuro"). Si credeva che le anime dei morti viaggiassero verso Tech Duinn; forse per rimanerci per sempre oppure era un luogo di passaggio prima di andare nell'altromondo o prima di reincarnarsi. Donn viene ritratto come il dio dei morti e antenato dei gaelici. Tech Duinn è comunemente identificata con l'Isola di Dursey, situata al largo della costa occidentale dell'Irlanda la quale ricorda un portale tombale. In Irlanda c'era la credenza che le anime dei morti partissero verso ovest oltre il mare con il sole al tramonto. Ad ovest è situata anche l'isola fantasma e leggendaria Hy-Brasil.

## Mitologia gallese
Nella mitologia gallese, l'altromondo viene chiamato Annwn, Annwfn o Annwvyn. Nel racconto gallese dedicato a Branwen, figlia di Llyr e di Penarddun, si conclude con i sopravvissuti della grande battaglia che banchettano nell'altromondo, di fronte alla testa decapitata di Brân il Benedetto, fratello di Branwen. Dopo aver dimenticato la sofferenza e il dolore, coloro che risiedono nell'altromondo sono consapevoli del passare del tempo. Annwn è governata da due sovrani Arawn e Gwyn ap Nudd.
Nel primo ramo dei racconti gallesi conosciuto come il Mabinogion, si narra di Pwyll Principe di Dyfed, la quale offese Arawn, sovrano di Annwn, attirando i suoi mastini su un cervo che i cani di Arawn avevano ucciso. Come risarcimento dell'accaduto, Pwyll si scambia con Arawn per uccidere il rivale di Arawn, Hafgan. Nel frattempo, Arawn governa Dyfed. Nel corso di quest'anno, Pwyll non andando a letto con la moglie di Arawn, si guadagna la gratitudine di Arawn. Al suo ritorno, Pwyll divenne noto con il titolo di Pen Annwn (Capo o sovrano di Annwn).

## Mitologia celtica
I galli dividevano l'universo in tre parti: Albios (che significa "cielo", "mondo bianco", "mondo superiore"), Bitu (che significa "mondo degli esseri viventi") e Dubnos (che significa "inferno", "mondo inferiore", "mondo oscuro"). Secondo Lucano, i druidi gallici credevano che l'anima dopo aver lasciato il proprio corpo andasse in un altromondo, che egli chiama con il nome latino Orbis alius, prima di reincarnarsi.
Alcuni geografi greco-romani ci raccontano della fede celtica nelle isole consacrate a dei ed eroi. Tra di esse vi era Anglesey, l'isola sacra dei druidi situata all'largo della costa settentrionale del Galles; le Isole Scilly, dove furono ritrovati resti archeologici di templi protostorici; e alcune isole delle Ebridi, che erano, nella tradizione gaelica, infestate da fantasmi e demoni: su una di essa, Skye, l'eroe irlandese Cú Chulainn è stato istruito dalla donna guerriera Scáthach.
Lo storico bizantino Procopio di Cesarea descrisse l'altromondo degli antichi galli. Disse che si pensava che la terra dei morti giacesse ad ovest della Gran Bretagna. I miti celtici continentali raccontavano che una volta che le anime dei morti avevano lasciato i loro corpi, viaggiavano verso la costa nordoccidentale della Gallia per prendere una barca e dirigersi verso la Gran Bretagna. Quando attraversavano la Manica, le anime andavano nelle case dei pescatori e bussavano disperatamente alle loro porte. I pescatori uscivano dalle loro case per condurre le anime alle navi fantasme.
Nelle tradizioni bretoni e galiziane sono ancora presenti resti di queste credenze. In Bretagna, il termine Bag an Noz viene usato per indicare quelle navi che portano i morti nell'altromondo: Anatole Le Braz descrive nel suo libro La légende de la mort chez les Bretons armoricains l'esistenza delle processioni di anime che si dirigono verso luoghi costieri come Laoual, per iniziare il loro ultimo viaggio da lì.
Nella mitologia asturiana, ci sono molte storie che descrivono gli incontri umani con le xana, fate che danzano attorno alla regina delle fate, detta "Xana Mega" mentre in Galizia sono conosciute con il termine di xacias. La castrocultura di Altamira si dice per nascondere un enorme regno sotterraneo governato da una coppia reale, il cui ingresso si trova sulla collina.